# Ella Guru
Ella Guru, pseudonimo di Ella Drauglis (24 maggio 1966), è una pittrice e musicista statunitense esponente dello stucchismo.

## Biografia
Ella Guru nacque nel 1966 nell'Ohio, negli Stati Uniti. Fece il suo apprendistato presso il Fort Hayes Career Center (1982–1984), il Columbus College of Art and Design (1984-1986), che lasciò prima di terminare gli studi, e l'Università statale dell'Ohio (1988–89), dove ottenne una Visual Arts Award.
Negli anni novanta, dopo essersi trasferita a Londra, Ella Guru si guadagnò da vivere lavorando come ballerina di go-go dance, spogliarellista, cameriera in un ristorante messicano e designer di un sito Internet. Viaggiò in Africa e India e visse con una famiglia algerina di Islington. Era anche la chitarrista delle formazioni riot Grrrl Mambo Taxi e Voodoo Queens. Nel 1996 andò in Lituania in bicicletta e conobbe il poeta e musicista Sexton Ming, che sposerà nel 2001.
Ella Guru tornò a dipingere nel 1997. Nel 1999 entrò a far parte dello stucchismo, corrente figurativa fondata da Charles Thomson e Billy Childish che ripudia ogni aspetto concettuale nell'arte. Secondo l'artista, che fondò il sito web del gruppo, lo stucchismo è «il primo movimento artistico diffusosi attraverso Internet». Nel 2000 l'artista prese parte alla dimostrazione contro il Turner Prize della Tate Britain. Farà lo stesso in altre occasioni. Il nome di Ella Guru era tra quelli presenti nella sezione founder and featured della mostra The Stuckists Punk Victorian, tenuta presso la Walker Art Gallery nel 2004. Due anni dopo comparve tra i dieci "rappresentanti stucchisti" dell'esibizione Go West presso la galleria d'arte
Spectrum London.

## Onorificenze
- Painter of the Year 2000, Amsterdam Gay News[9]
- Real Turner Prize 2002, ex aequo[10]
- Album cover of the Year, Pure Rawk Awards 2015, per la copertina dell'album Love, Drink and Death degli Urban Voodoo Machine[11]

## Discografia

### Nei gruppi

#### Nelle Mambo Taxi

##### Singoli
- 1993 – Prom Queens

#### Nelle Vooodoo Queens

##### Album in studio
- 1994 – Chocolate Revenge

###### Singoli
- 1993 – Kenuwee Head
- 1993 – Supermodel-Superficial
- 1994 – F Is for Fame
- 1994 – Peel Sessions - Touch No Dirt, See No Dirt, Eat No Dirt
- 1994 – Neptune

## Galleria d'immagini

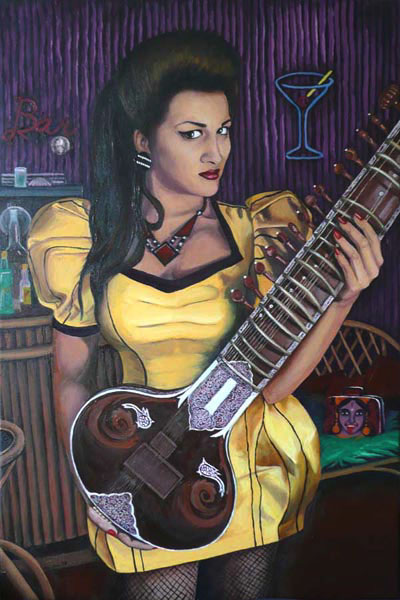
Bishi
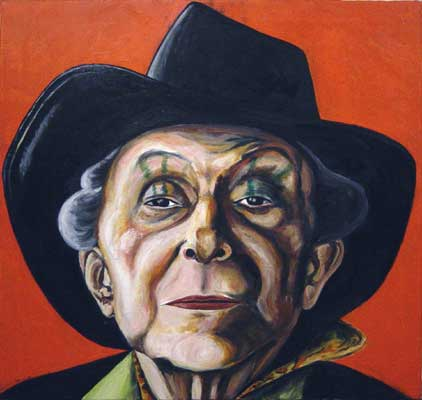
Quentin Crisp
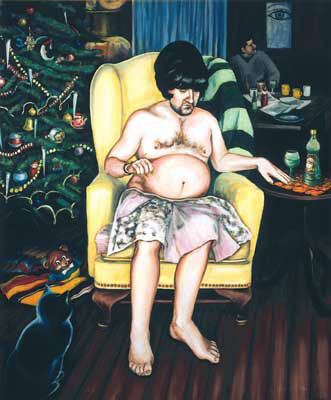
The Queen's Speech
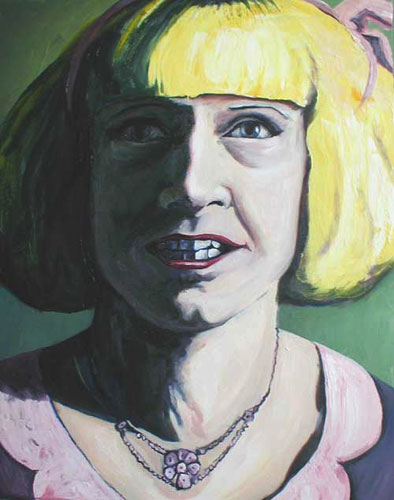
Grayson Perry
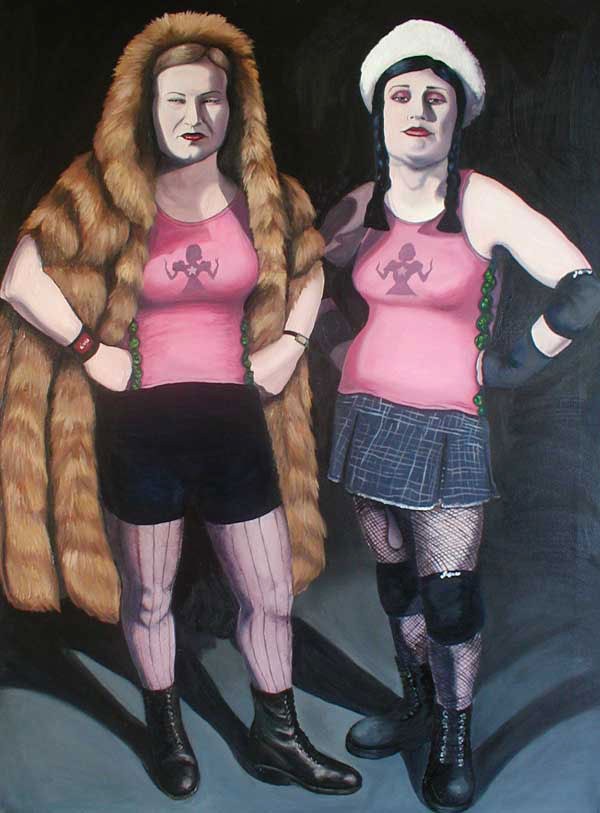
Female Wrestlers